# Eksplozja we Freetown
Eksplozja we Freetown – katastrofa drogowa, do której doszło 5 listopada 2021 roku w mieście Freetown – stolicy Sierra Leone. W wyniku eksplozji cysterny z paliwem, zginęły 154 osoby, a co najmniej 304 zostały ranne.
Przed godziną 22:00 w dzielnicy Wellington położonej na wschodnich obrzeżach miasta doszło do zderzenia cysterny przewożącej paliwo z inną ciężarówką. Na skutek zderzenia, doszło do wycieku paliwa z cysterny. Przejeżdżający kierowcy oraz motocykliści zatrzymywali się i zaczęli rabować wyciekające paliwo dla siebie. O godzinie 22:00 doszło do zapłonu i eksplozji, w wyniku której zginęła większość osób przebywających w pobliżu rozbitych pojazdów. Zginęli również wszyscy pasażerowie autobusu miejskiego, który w momencie eksplozji przejeżdżał obok cysterny. W następstwie eksplozji wybuchł pożar, a w płomieniach stanęły pobliskie zabudowania, w tym supermarket.
Ranni trafili do wszystkich szpitali we Freetown. Władze Sierra Leone zobowiązały się do wyjaśnienia przyczyn katastrofy. Prezydent Julius Maada Bio ogłosił od 8 listopada trzydniową żałobę narodową. 10 listopada odbył się masowy pogrzeb 75 ofiar eksplozji, których nie udało się zidentyfikować. 